# Võhma
Võhma är en stad i landskapet Viljandimaa i centrala Estland. Staden utgör en egen kommun, en så kallad stadskommun (estniska: linn). Den ligger 100 km sydost om huvudstaden Tallinn.